# Fundació Acadèmia de futbol L'Hospitalet
La Fundació Acadèmia de Futbol l'Hospitalet és un club de futbol de l'Hospitalet de Llobregat, fundat l'any 2021, arran de la fusió dels clubs CE Pubilla Casas i el CF Santa Eulàlia.
La primera junta directiva està formada per José Manuel Banderas, president i anterior president del CF Santa Eulàlia, i Lluís Dorado, vicepresident i anterior president del CE Pubilla Casas.